# 中村芝翫 (7代目)
七代目 中村 芝翫（しちだいめ なかむら しかん、1928年〈昭和3年〉3月11日 - 2011年〈平成23年〉10月10日）は、日本の歌舞伎役者。屋号は成駒屋、定紋は祇園守、替紋は裏梅。俳名に梅莟。日本芸術院会員、重要無形文化財保持者（人間国宝）。
本名は、はじめ中村 眞喜雄（なかむら まきお）、のち中村 榮次郎（なかむら えいじろう）。身長158cm・体重60kg・血液型O型。没後に正四位と旭日重光章追贈。

## 人物・来歴
早世した成駒屋五代目中村福助の長男。父の死後は祖父五代目中村歌右衛門に養育され、1933年（昭和8年）11月歌舞伎座『桐一葉』の女童で初舞台、四代目中村兒太郎を名乗る。
祖父の死後は、その遺言により本名を「眞喜雄」から祖父と同じ「榮次郎」に改名し、六代目中村歌右衛門（河村藤雄）とともに六代目尾上菊五郎に師事、1941年（昭和16年）10月歌舞伎座『戻駕色相肩（もどりかごいろのあいかた）』（戻駕）の禿たより、および『仮名手本忠臣蔵・九段目』小浪で七代目中村福助を襲名。
戦後は、中堅の女形として活躍。1967年（昭和42年）4-5月、『野崎村』のお光、『助六由縁江戸櫻』の揚巻、『本朝廿四孝』の八重垣姫、『鏡獅子』の弥生／獅子の精などで七代目中村芝翫襲名。以後、六代目中村歌右衛門、七代目尾上梅幸に次ぐ女形として活躍。最晩年は四代目中村雀右衛門、四代目坂田藤十郎などとともに梨園の大御所としての存在感を示した。
2008年（平成20年）に日本俳優協会の会長、2009年（平成21年）に伝統歌舞伎保存会の会長に就任。
2011年（平成23年）10月10日、肝不全のため、東京都文京区順天堂大学医学部附属順天堂医院で死去。満83歳没（数え84）。晩年は多数の家族に恵まれた役者であった。同年9月1日の新橋演舞場『沓手鳥孤城落月（ほととぎすこじょうのらくげつ）』の淀君と『口上』に出演したのが最後の舞台となった。同年10月27日、青山葬儀所で神道式の葬儀（金光教）が営まれ、当時の天皇明仁から祭粢料が贈られた。墓所は多磨霊園。
遺言により、芝翫の死から5年後の2016年に次男・三代目橋之助が八代目として「芝翫」の名跡を襲名した。

## 当たり役

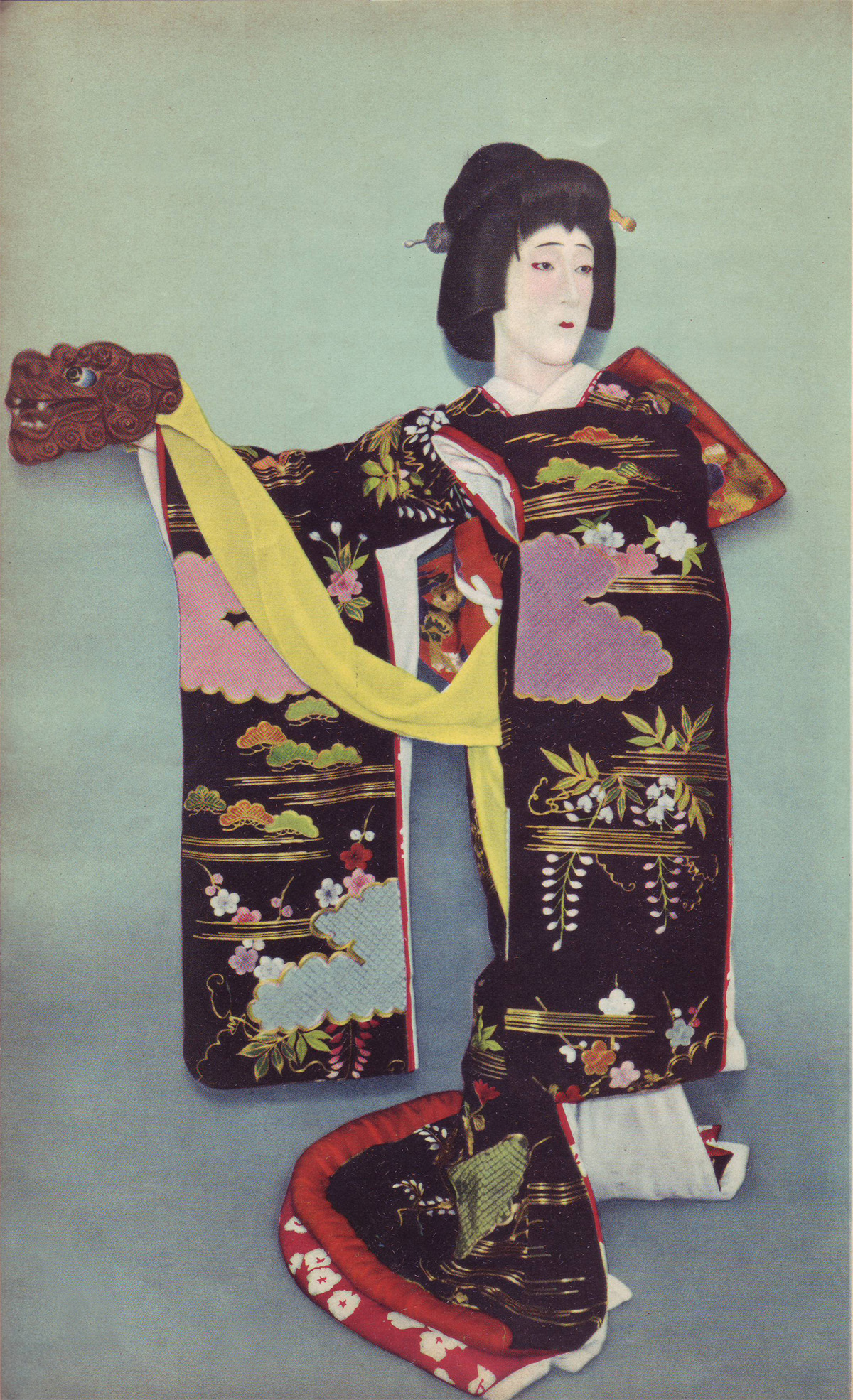
『春興鏡獅子』お小姓弥生、獅子の精（1955年。福助時代）

面長で顎のしゃくれた古風な容貌が印象的で、気品のある芸風が特徴的だった。当たり役としては、
- 『仮名手本忠臣蔵』の顔世御前・お軽・戸無瀬
- 『義経千本桜』の静御前・維盛・お柳実ハ典待の局
- 『菅原伝授手習鑑』の戸浪・千代
- 『御所堀川夜討』「弁慶上使」のおわさ
- 『京鹿子娘道成寺』の白拍子花子
- 『藤娘』の藤の精
- 『本朝廿四孝』「十種香」の濡衣・八重垣姫
- 『鬼一法眼三略巻』「一條大蔵譚」の常盤御前
- 『祇園祭礼信仰記』「金閣寺」の雪姫
- 『刺青奇遇』のお仲
- 『一本刀土俵入』のお蔦

などの女方が上げられるほか、
- 『勧進帳』の義経
- 『一谷嫩軍記』「陣門」「組討」の敦盛

など白塗り二枚目の立役や若衆役もこなした。

## 受賞・顕彰・栄典
受賞
- 1959年（昭和34年） 毎日演劇賞、大阪芸術祭奨励賞
- 1963年（昭和38年） 芸術祭奨励賞
- 1967年（昭和42年） 芸術選奨文部大臣賞[8]
- 1975年（昭和50年） 日本芸術院賞[9]
- 1993年（平成5年） 第12回眞山青果大賞、NHK放送文化賞

顕彰
- 1965年（昭和40年）重要無形文化財保持者（総合認定）
- 1989年（平成元年） 日本芸術院会員
- 1996年（平成8年） 重要無形文化財保持者（各個認定＝人間国宝）[1]
- 2006年（平成18年） 文化功労者
- 2010年（平成22年） 名誉都民 [10]

栄典
- 1989年（平成元年） 紫綬褒章
- 1999年（平成11年） 勲三等瑞宝章
- 2011年（平成23年） 正四位、旭日重光章（追贈）[11]

## 逸話
- 5歳で父を、12歳で祖父を失った。後見の祖父が亡くなるまでは「坊ちゃん」と呼んでくれていた人が祖父の葬儀で「坊主、座布団を持って来い」と態度を変えるのを目の当たりにしたと言う。
- 少年時代こそ不遇ではあったが、雅子との結婚後は家族に恵まれ九代福助、当代芝翫など4人の子供に、六代目勘九郎、二代目七之助、六代目児太郎、四代目橋之助など8人の孫に恵まれている。さらに最晩年には曾孫（三代目中村勘太郎）にも恵まれている。
- 勘九郎の長男（勘太郎）出生に関し、芝翫が市川海老蔵と小林麻央の結婚披露宴で、まだ勘三郎一家が公にする前に勘九郎（当時は二代目勘太郎）の妻・前田愛の妊娠をばらしてしまうという出来事があった[12]。
- かつて初孫である勘九郎（勘太郎）とその弟七之助の初舞台「門出二人桃太郎」にてお爺さん役を二人の父方の祖父・十七代目勘三郎が、お婆さん役を芝翫が演じたが、芝翫の初曾孫である勘太郎とその弟長三郎の初舞台に際して同様の演目が行われ、次男である当代芝翫がお爺さん役を勤めている（お婆さん役は五代目中村時蔵）。
- 大向こうの掛け声は屋号の「成駒屋」のほかに、芝翫邸が東京都港区神谷町に在することから「神谷町」とかかったこともある。娘婿の十八代目中村勘三郎は芝翫邸に稽古に通った日々のことを思い起こして『神谷町学校』と表現している[13]。
- 趣味は競馬。歌舞伎雑誌『演劇界』2007年1月号でのインタビューでは、自らの競馬歴は長く、幼少時に父・成駒屋五代目福助に連れられて根岸競馬場に行ったのが最初で、特に印象に残ったレースではトキノミノルの東京優駿制覇 (1951年) だったと語っている。亡くなる前に100円の馬券を18万円に増やし、更に80万円にするなど勝負強さを見せていた[14]。また生前の芝翫は「俺の棺に花を入れるな」と言っていたため、親族で相談して折り紙で馬を折り、それを入れることとしたという[13]。
- 神谷町の芝翫邸のほど近くに清宮克幸（ラグビー指導者）一家が住んでいた時期があり、清宮によるとある年の正月元日に芝翫自ら年始挨拶で清宮宅を訪問して来て、清宮の長男と次男に芝翫がお年玉をくれたことがあったという。後年、清宮からそのことを聞いた芝翫の息子である八代目芝翫（3代目橋之助）が「僕らにはお年玉くれたことなかったのに」と驚いていた[15]。
- 臨終時、福助は名古屋の御園座で、橋之助（当時、以下同様）は京都の南座（松竹直営）で、それぞれ公演期間中であった。福助はとんぼ返りで最期を看取ったが、橋之助は間に合わず、12日の密葬にも参列できなかった。橋之助の妻・三田寛子は、医師の許可を取り携帯電話で橋之助につなぎ、橋之助は電話で芝翫に呼びかけた[16]。また密葬の際も、三田は斎場の様子を携帯電話を通して橋之助に伝えた[17]。本葬は、橋之助出演の南座公演が終わるのを待ってから行われた。

## 親族
曽祖父
四代目中村芝翫（中村富四郎の長男で四代目歌右衛門の養子。五代目歌右衛門は四代目芝翫の養子）
祖父
五代目中村歌右衛門
父
成駒屋五代目中村福助
叔父
六代目中村歌右衛門
義従弟
四代目中村梅玉、二代目中村魁春（何れも六代目歌右衛門の養子）
長男
九代目中村福助（七代目中村歌右衛門を襲名予定だが、脳内出血のため延期している）
次男
八代目中村芝翫（2016年10月襲名、前名は三代目中村橋之助）
長女
二代目中村梅彌（本名：光江）- 家芸の舞踊・中村流家元を継ぎ、舞踊家として日本舞踊協会の舞台や雀成会の舞台などで活躍している。初代は祖母。
次女
波野好江（夫は十八代目中村勘三郎）
孫
六代目中村児太郎（福助の息子）
四代目中村橋之助（前名は国生）、三代目中村福之助（前名は宗生）、四代目中村歌之助（前名は宜生）（以上八代目芝翫の子）
六代目中村勘九郎（前名は二代目勘太郎）、二代目中村七之助（以上好江の子）
曾孫
三代目中村勘太郎、二代目中村長三郎（勘九郎の子（好江の孫））

## 一門
祖父の直弟子である三代目中村梅花（京扇屋）は父・祖父が亡くなった後も成駒屋一門の師匠番として長らく一門筆頭として、芝翫のみならず福助や橋之助（当代芝翫）の指導や世話も行っている。他直弟子に四代目中村翫之助、四代目中村梅花（2016年芝翫襲名と共に梅花を襲名し幹部昇進）、中村芝寿弥、中村芝のぶ、中村翫蔵らがいる。

## 著書
- 『福家族 神谷町物語』ベネッセ、1997年2月
- 『芝翫芸模様』小玉祥子聞き書き、集英社、1997年11月